# Deflagração
Deflagração é um processo de combustão subsônica que normalmente se propaga através de condutividade térmica (a camada de matéria que está em combustão aquece a camada de matéria vizinha, mais fria, que então sofre ignição). A deflagração — que se dá a uma velocidade muito rápida mas que fica aquém da velocidade do som — difere da detonação, que é um processo de combustão supersônico e se propaga através de uma onda de choque.
A palavra deriva do latim, de + flagrare (queimar); no passado, o significado de deflagração era fazer pegar fogo a um sal, mineral ou outro material, misturado com alguma substância sulfurosa, de forma a purificá-lo.